# Дженест, Рик
Рик Дженест (англ. Rick Genest; 7 августа 1985, Шатоге, Квебек — 1 августа 2018, Монреаль, Квебек) — канадская модель, больше известен как Парень-зомби (англ. Zombie Boy) из-за татуировок, изображающих скелет человека.

## Биография
Дженест родился в Шатоге, Квебек, Канада. В возрасте 15 лет ему был поставлен диагноз опухоль головного мозга. Он находился в списке ожидания операции в течение шести месяцев, в течение которых размышлял о своей жизни и возможной смерти, прежде чем перенёс операцию с минимальными осложнениями.
Впоследствии Дженест покрыл татуировками большую часть своего тела и установил мировой рекорд Гиннесса по количеству татуировок человеческих костей (139). Ранее он был рекордсменом Гиннесса по количеству татуировок насекомых (176) до ноября 2018 года, когда титул получил Джошуа Торнтон.

### Приобретение известности
Татуированный в виде живого скелета, Дженест работал в различных сайдшоу и фрик-шоу по всей Канаде в качестве иллюстратора. Вскоре после того, как он начал делать татуировки на лице, Дженест впервые был представлен публике 13 ноября 2006 года в блоге на сайте Body Modification Ezine (BME). В марте 2008 года последовало его первое интервью. К тому времени его татуировки были завершены. В этом интервью Дженест пояснил, что он предпочитает прозвище Зомби.
В 2009 году Рик впервые снялся в кино. 5 марта 2010 года на Facebook была создана фан-страница, посвящённая ему и его татуировкам. Вскоре на эту страницу подписались 1 526 224 пользователя (по состоянию на 25 марта 2011 года), что в конечном итоге привело к тому, что его заметил модный директор Леди Гаги Никола Формичетти.
19 января 2011 года Дженест прорекламировал несколько костюмов новой мужской коллекции осень-зима от MUGLER, это произошло уже после того, как его заметил Формичетти. После этого Никола попросил Леди Гагу, чтобы она задействовала его на показе модной мужской одежды, что изначально не было запланировано. Показ сопровождался видео, снятым Мариано Виванко, в котором был показан Рик.
Рик снялся в клипе Леди Гаги «Born This Way», в котором сама певица предстаёт перед зрителем с рисунками на лице, аналогичными его татуировкам.
После этого он участвовал ещё в ряде проектов, а также снялся в таких картинах, как американский фильм 2013 года «47 ронинов» и британский телесериал «Безмолвный свидетель». Кроме того, он дважды попал в Книгу рекордов Гиннесса как человек с самым большим количеством татуировок костей на теле — 139, и с самым большим количеством татуировок насекомых — 176.

### Смерть
Погиб 1 августа 2018 года в результате падения с высоты балкона своей квартиры в Монреале.
По первоначальной версии покончил жизнь самоубийством. Леди Гага подтвердила смерть Zombie Boy в своём Твиттере:
«Я опустошена самоубийством моего друга Рика Дженеста, или Zombie Boy. Нам нужно работать над тем, чтобы поменять культуру, выдвинуть ментальное здоровье на первое место и избавиться от предрассудков о том, что мы не можем говорить о психических проблемах. Если вы страдаете, обратитесь за помощью к друзьям или семье. Мы должны спасать друг друга».
Позднее причиной смерти был назван несчастный случай. В октябре 2019 года следователь Мелисса Ганьон постановила, что смерть была случайностью. Её расследование установило, что смерть произошла непосредственно от удара головы о тротуар, а также что Дженест находился в состоянии сильного алкогольного и наркотического опьянения (каннабисом), без «чётких» доказательств суицидальных намерений. Некоторые родственники и друзья погибшего убеждены, что это был несчастный случай. Дженест недавно обручился, судя по всему, имел успешную карьеру и он не оставил предсмертной записки. Его менеджер, имеющий примерно такой же рост, как у него (~177см), отметил, что перила балкона находятся ниже его бёдер, и сообщил, что Дженест часто во время курения опирался на них.

## Фильмография
| Год  |     | Русское название     | Оригинальное название | Роль         |
| ---- | --- | -------------------- | --------------------- | ------------ |
| 2009 | тф  | Проклятый дракон     | Carny                 | Керни        |
| 2011 | кор |                      | Aquario               | камео        |
| 2013 | ф   | 47 ронинов           | 47 Ronin              | Форман       |
| 2013 | кор |                      | Poison Love           | парень       |
| 2013 | кор |                      | In Faustian Fashion   | Феникс       |
| 2014 | кор |                      | Love at Last Sight    | камео        |
| 2015 | кор |                      | En Passant            | вышибала     |
| 2016 | док |                      | Illustrated Man       | камео        |
| 2017 | с   | Безмолвный свидетель | Silent Witness        | «Стервятник» |